# ألفارو فيتالي
ألفارو فيتالي (بالإيطالية: Alvaro Vitali) هو كاتب سيناريو وممثل إيطالي، ولد في 3 فبراير 1950 في روما في إيطاليا.

## أعمال

### أفلام
- (1973) أماركورد[4]

## وصلات خارجية
- ألفارو فيتالي على موقع IMDb (الإنجليزية)
- ألفارو فيتالي على موقع روتن توميتوز (الإنجليزية)
- ألفارو فيتالي على موقع ألو سيني (الفرنسية)
- ألفارو فيتالي على موقع ميوزك برينز (الإنجليزية)
- ألفارو فيتالي على موقع أول موفي (الإنجليزية)
- ألفارو فيتالي على موقع قاعدة بيانات الأفلام السويدية (السويدية)
- ألفارو فيتالي على موقع ديسكوغز (الإنجليزية)
- ألفارو فيتالي على موقع قاعدة بيانات الفيلم (الإنجليزية)
- ألفارو فيتالي على موقع كينوبويسك (الروسية)